# Piergiuseppe Perazzini
Piergiuseppe Perazzini (ur. 25 stycznia 1956 we Florencji) – włoski kierowca wyścigowy.

## Kariera
Perazzini rozpoczął karierę w wyścigach samochodowych w 2003 roku od startów w FIA GT Championship oraz Italian GT Championship. W mistrzostwach Włoch uzbierane 118 punktów pozwoliło mu zdobyć tytuł mistrza serii. W późniejszych latach Włoch pojawiał się także w stawce Mil Milhas Brasileiras, 6 Hours of Vallelunga, Le Mans Series, International GT Open, SARA GT – Campionato Italiano Gran Turismo, Ferrari Challenge Italy – Trofeo Pirelli, Toyo Tires 24H Series-A5, Superstars GT Sprint, 24H Dubai, Blancpain Endurance Series, Intercontinental Le Mans Cup, European Le Mans Series, FIA World Endurance Championship, Gulf 12 Hours, 24-godzinnego wyścigu Le Mans oraz United Sports Car Championship.